# Xã Sutton, Quận Clay, Nebraska
Xã Sutton (tiếng Anh: Sutton Township) là một xã thuộc quận Clay, tiểu bang Nebraska, Hoa Kỳ. Năm 2010, dân số của xã này là 139 người.